# Jürgen Sonnentheil
Jürgen Sonnentheil (* 1961) ist ein deutscher Kirchenmusiker.

## Leben
Sonnentheil studierte Kirchenmusik in Bayreuth und Köln (A-Examen). Er ergänzte seine Orgelstudien durch das Konzertexamen bei Hans-Dieter Möller an der Robert Schumann Hochschule Düsseldorf. Er ist Kirchenmusiker an St. Petri in Cuxhaven, wo er das Bachfest, die BachFestbiennale (seit 2012) und das Ensemble „Das Neu-Eröffnete Orchestre“, mit Musikern aus ganz Europa, gründete. Sonnentheil veröffentlichte als Organist zahlreiche Tondokumente und mit seinem Ensemble als erster die kompletten Orchesterwerke von Jan Dismas Zelenka bei cpo. Mitschnitte seiner Interpretationen als Dirigent und Organist waren im Hessischen, Bayerischen und Westdeutschen Rundfunk sowie Radio Bremen zu hören. Sonnentheil hat die Werke des amerikanischen Komponisten  Wilhelm Middelschulte eingespielt und mit Hans-Dieter Meyer bei Bärenreiter herausgegeben. Als Dirigent hat er auch Auftragskompositionen an Guy Bovet, Paul Engel und Romualds Kalsons vergeben.

## Diskografie (Auszug)
- Johann Dismas Zelenka - Hipocondrie A-dur à 7 Concertanti Z 187, 2007
- Wilhelm Middelschulte Organ Works Vol. 4, 2007 (Bearbeitung der Goldberg-Variationen)
- Wilhelm Middelschulte: Organ Works 3, 2006
- Orgelsonaten und Lieder, gemeinsam mit Gotthold Schwarz, 2006
- Valentin Rathgeber - Augsburgisches Tafel-Confect, 2005
- Jan Dismas Zelenka - Complete Orcherstral Works 1, 2004
- Wilhelm Middelschulte - Organ Works, 2002
- Jan Dismas Zelenka - Complete Orcherstral Works 3, 2002
- Jan Dismas Zelenka - Complete Orcherstral Works 2, 2002
- Wilhelm Middelschulte, Organ Works 2
- Historische Donat-Orgel
- Faszination Orgel
- Joseph Rheinberger, Organ Sonatas